# Mario Nerad
Mario Nerad ist ein ehemaliger American-Football-Spieler und Preisträger als jugendlicher Forscher. Bekanntheit erlangte er als langjähriger Spieler der österreichischen American-Football-Nationalmannschaft. Nach seiner Sportkarriere gründete er ein Fitnessunternehmen.

## Sportliche Laufbahn
Nerad war als Runningback bei den Graz Giants aktiv, einem der erfolgreichsten Vereine der Austrian Football League. Von etwa 2005 bis 2011 gehörte er zum Kader der österreichischen Nationalmannschaft.
Er nahm unter anderem an der American-Football-Weltmeisterschaft 2011 in Österreich teil. Beim Vorrundenspiel gegen Frankreich wurde er als wertvollster Spieler (MVP) ausgezeichnet. Im Platzierungsspiel gegen Australien erzielte Nerad zudem drei Touchdowns und wurde in Medienberichten als einer der spielentscheidenden Akteure hervorgehoben.

## Wissenschaftliche Auszeichnung
Bereits als Schüler der HTL Braunau nahm Nerad am Bundeswettbewerb Jugend Innovativ teil. Mit dem Projekt MiSoWaP – Mikrobiologische Solar-Wasserstoff-Produktion erreichte er 2005 das Bundesfinale und wurde für die Teilnahme am EU Contest for Young Scientists in Moskau nominiert.

## Unternehmerische Tätigkeit
Nach dem Ende seiner Sportkarriere gründete Nerad 2011 gemeinsam mit seiner Frau Katrin Nerad  ein Fitnessunternehmen in Graz.